# 국소환
국소환(局所環, 영어: local ring)은 수학의 추상대수학 등에서 비교적 간단한 성질을 갖는 환의 일종으로, 대수다양체(variety) 또는 다양체(manifold)에서 정의된 함수들의 국소적 성질이나; 대수적 수체의 특정 원소(또는 소수)를 기준으로 하는 국소적인 성질을 설명한다. 국소대수학(영어: local algebra)은 가환 국소환과 그 위의 가군을 다루는 가환대수학의 세부 분야이다.

## 정의
환 {\displaystyle R}에 대하여 다음 성질들이 서로 동치이며, 이를 만족시키는 환을 국소환이라 한다.
- 극대 왼쪽 아이디얼이 유일하게 존재한다.
- 극대 오른쪽 아이디얼이 유일하게 존재한다.
- 자명환이 아니며, 임의의 {\displaystyle r,s\in R}에 대하여, {\displaystyle r}와 {\displaystyle s} 둘 다 가역원이 아니라면 {\displaystyle r+s} 또한 가역원이 아니다.
- 자명환이 아니며, 임의의 원소 {\displaystyle r\in R}에 대해 {\displaystyle r}가 가역원이거나, 아니면 {\displaystyle 1-r}가 가역원이다. (즉, {\displaystyle R\setminus R^{\times }}는 양쪽 아이디얼을 이룬다.)
- 유한 개의 원소의 합이 가역원이면 그 합의 항들 중에 가역원이 있다. (이 경우 0개의 원소들의 합은 0이며, 따라서 0은 가역원이 아니며, 특히 1≠0이다.)

위의 성질들이 성립하면 유일한 극대 왼쪽 아이디얼과 극대 오른쪽 아이디얼 및 제이컵슨 근기가 전부 일치한다.
가환환에서는 좌우의 구분이 없으므로, 가환환이 국소환일 필요충분조건은 극대 아이디얼이 유일하게 존재하는 것이다.
일부 저자들은 국소환을 정의할 때 (왼쪽과 오른쪽 모두) 뇌터 환이어야 한다는 조건을 추가하고, 이 조건을 만족하지 않는 경우에 대해서는 “유사 국소환”이라 부르기도 한다. 이 글에서는 이를 적용시키지 않는다.

### 국소환 준동형
두 국소환 {\displaystyle (R,{\mathfrak {m}})}, {\displaystyle (R',{\mathfrak {m}}')} 사이의 국소환 준동형(영어: local homomorphism) {\displaystyle f\colon (R,{\mathfrak {m}})\to (R',{\mathfrak {m}}')}은 다음과 같은 함수이다.
- {\displaystyle f\colon R\to R'}은 환 준동형이다.
- {\displaystyle f({\mathfrak {m}})\subset {\mathfrak {m}}'}이다.

국소환들과 국소환 준동형들은 범주를 이룬다.

## 성질
(비가환일 수 있는) 국소환 {\displaystyle (R,{\mathfrak {m}})}에 대하여, 몫환 {\displaystyle R/{\mathfrak {m}}}은 항상 나눗셈환이다. 만약 {\displaystyle R}가 추가로 가환환이라면, 몫환 {\displaystyle R/{\mathfrak {m}}}은 체이다.
국소환은 다음 연산에 대하여 닫혀 있다.
- 국소환의 몫환은 국소환이다.
- 가환 국소환의 (유일한 극대 아이디얼에 대한) 완비화는 국소환이다.

### 가군
임의의 (비가환일 수 있는) 국소환 {\displaystyle R} 위의 (유한 생성 가군이 아닐 수 있는) 사영 가군은 항상 자유 가군이다. 이는 어빙 커플랜스키가 증명하였다.

### 표수
가환 국소환의 표수는 0이거나 (1이 아닌) 소수의 거듭제곱이다. 구체적으로, 가환 국소환 {\displaystyle (R,{\mathfrak {m}},K)}가 주어졌을 때, {\displaystyle R}와 {\displaystyle K}의 표수는 다음 4가지 가운데 하나이다. 여기서 {\displaystyle p}는 임의의 소수를 뜻한다.
| 국소환 {\displaystyle R}의 표수 | 잉여류체 {\displaystyle K}의 표수 | {\displaystyle R}에 포함된 체    |
| ------------------------------- | --------------------------------- | -------------------------------- |
| 0                               | 0                                 | {\displaystyle \mathbb {Q} }     |
| p                               | p                                 | {\displaystyle \mathbb {F} _{p}} |
| 0                               | p                                 | (없음)                           |
| pk (k ≥ 2)                      | p                                 | (없음)                           |

{\displaystyle \operatorname {char} R=\operatorname {char} K}인 경우를 동표수 국소환(同標數-, 영어: equicharacteristic local ring)이라고 하며, 아니면 {\displaystyle (\operatorname {char} R,\operatorname {char} K)}형의 혼합 표수 국소환(영어: mixed characteristic local ring)이라고 한다. {\displaystyle R}가 동표수 국소환인 것은 {\displaystyle R}가 어떤 체를 부분환으로 포함하는 것과 동치이다.

## 분류
모든 가환 국소환은 완비화를 가하여 완비 국소환으로 만들 수 있으며, 뇌터 조건 아래 코언 구조 정리(영어: Cohen structure theorem)라는 분류가 존재한다.
가환 국소환 {\displaystyle (R,{\mathfrak {m}},K)}이 주어졌다고 하자. 이 경우, {\displaystyle R}의 {\displaystyle {\mathfrak {m}}}에서의 국소화 {\displaystyle {\hat {R}}} 역시 국소환이다. 이렇게 얻어진 국소환을 가환 완비 국소환이라고 한다. {\displaystyle R}가 정칙환인 것은 {\displaystyle {\hat {R}}}가 정칙환인 것과 동치이다. {\displaystyle R}의 표수는 {\displaystyle {\hat {R}}}의 표수와 같으며, {\displaystyle {\hat {R}}}의 잉여류체는 {\displaystyle R}의 잉여류체 {\displaystyle K}와 같다.
가환 완비 국소환 {\displaystyle ({\hat {R}},{\hat {\mathfrak {m}}},K)}의 계수환(영어: coefficient ring)은 다음 성질들을 모두 만족시키는 부분환 {\displaystyle C\subseteq {\hat {R}}}이다.
- {\displaystyle (C,{\hat {\mathfrak {m}}}\cap C)}는 가환 완비 국소환이다.
- {\displaystyle C}의 잉여류체 {\displaystyle C/({\hat {\mathfrak {m}}}\cap C)}의 사영 사상 {\displaystyle {\hat {R}}\to K={\hat {R}}/{\hat {\mathfrak {m}}}} 아래의 상은 {\displaystyle K}이다.
{\displaystyle C/({\hat {\mathfrak {m}}}\cap C)=K}
- {\displaystyle C\cap {\hat {\mathfrak {m}}}=(\operatorname {char} K)C}

계수환은 유일하지 않을 수 있다.
뇌터 가환 완비 국소환 {\displaystyle ({\hat {R}},{\hat {\mathfrak {m}}},K)}가 주어졌을 때, 코언 구조 정리에 따르면 다음이 성립한다.
- {\displaystyle {\hat {R}}}는 적어도 하나의 계수환 {\displaystyle C}를 갖는다.
  - 만약 {\displaystyle {\hat {R}}}가 동표수 국소환이라면, {\displaystyle C\cong K}이게 놓을 수 있다.
- 만약 {\displaystyle {\hat {\mathfrak {m}}}=(r_{1},r_{2},\dots ,r_{n})}이 {\displaystyle n}개의 원소 {\displaystyle r_{i}\in {\hat {R}}}로 생성되는 유한 생성 아이디얼이라면, {\displaystyle {\hat {R}}\cong C[[x_{1},\dots ,x_{n}]]/{\mathfrak {a}}}가 되는 {\displaystyle C[[x_{1},\dots ,x_{n}]]}-아이디얼 {\displaystyle {\mathfrak {a}}\subseteq C[[x_{1},\dots ,x_{n}]]}이 존재한다.
  - 특히, 만약 {\displaystyle {\hat {R}}}가 뇌터 환이라면 {\displaystyle {\hat {\mathfrak {m}}}}은 유한 생성 아이디얼이며, 위 조건이 성립한다.
  - 특히, 만약 {\displaystyle {\hat {R}}}가 추가로 동표수 정칙 국소환이라면, {\displaystyle {\hat {R}}\cong C[[x_{1},\dots ,x_{n}]]}이다.

여기서
- {\displaystyle C[[x_{1},\dots ,x_{n}]]}은 {\displaystyle C} 계수의 {\displaystyle n}개의 변수에 대한 형식적 멱급수환이다.

## 예
가환환 {\displaystyle R}의 임의의 소 아이디얼 {\displaystyle {\mathfrak {p}}\in \operatorname {Spec} R}에서의 국소화 {\displaystyle R_{\mathfrak {p}}}는 국소환이다.
모든 나눗셈환은 국소환이다. (이 경우 영 아이디얼은 유일한 진 왼쪽 아이디얼이자 진 오른쪽 아이디얼이다.)

### 비가환 국소환의 예
(비가환환일 수 있는) 환 {\displaystyle R} 위의 왼쪽 가군 {\displaystyle _{R}M}의 자기 사상환 {\displaystyle \operatorname {End} (_{R}M)}이 국소환이라면, {\displaystyle M}은 분해 불가능 가군이다. 반대로, 만약 {\displaystyle _{R}M}이 유한한 길이를 가지며 분해 불가능 가군이라면, 자기 사상환 {\displaystyle \operatorname {End} (_{R}M)}은 (비가환환일 수 있는) 국소환이다.
양의 표수 {\displaystyle p>0}의 체 {\displaystyle K} 및 p-군 {\displaystyle G}가 주어졌을 때, 군환 {\displaystyle k[G]}는 국소환이다.

### 반례
체 {\displaystyle K} 위의 2×2 행렬환 {\displaystyle \operatorname {Mat} (2;K)}은 유일한 (극대) 양쪽 아이디얼 {\displaystyle \{0\}}을 가지지만, 극대 왼쪽 아이디얼 또는 극대 오른쪽 아이디얼은 유일하지 않으며, 따라서 국소환이 아니다.

## 응용
대수기하학에서는 (가환) 국소환들이 자주 등장하며, 이는 보통 가환환을 소 아이디얼에서 국소화하여 얻어진다.
국소환을 아핀 스킴으로 여기면, 자리스키 위상에서 극대 아이디얼들은 닫힌 점들에 대응하므로, 국소환은 정확히 하나만의 닫힌 점을 포함하는 아핀 스킴이다. 즉, 이 점의 근방 위의 함수환으로 여길 수 있다. 실제로, 일반적 스킴을 임의의 점 (소 아이디얼)에서 국소화하면, 그 점 근방만의 정보를 담고 있는 국소환을 얻는다. 즉, 국소환은 자리스키 위상에서의 스킴의 줄기에 해당한다. 마찬가지로, 니스네비치 위상에서의 줄기는 헨젤 국소환이며, 에탈 위상에서의 줄기는 순 헨젤 국소환이다.

## 역사
국소환의 개념은 볼프강 크룰이 1938년에 독일어: Stellenring 슈텔렌링[*](위치환)이라는 명칭으로 도입하였다. "국소환"이라는 명칭은 오스카 자리스키가 도입하였다.
코언 구조 정리는 어빈 솔 코언이 도입하였다. (코언의 논문이 집필되었을 당시 "국소환"(영어: local ring)이라는 용어는 항상 뇌터 국소환을 의미하였다.)
역사적으로, 1960년대 이전까지는 "국소환"이라는 개념에는 왼쪽 뇌터 환이자 오른쪽 뇌터 환이어야 한다는 조건이 첨가되었으며, 뇌터 조건을 만족시키지 않는 경우 "준국소환"(영어: quasilocal ring)이라는 이름으로 불렸다. 그러나 1960년대부터 뇌터 조건이 생략되었다.

## 같이 보기
- 값매김환
- 이산 값매김환
- 정칙 국소환
- 헨젤 환